# Łucja Rautenstrauchowa
Łucja Barbara Rautenstrauchowa z domu Giedroyć, pseud. i krypt.: Autorka „Emmeliny” i „Ragany”; Autorka „Ragany”; Ł...; Ł***; Ł. z G. R.; Ł. z ks. G. R.; Paulina Mikułowska; R. Ł. z G., (ur. 22 czerwca 1798 w Bobcinie, zm. 3 maja 1886 w Puławach) – polska powieściopisarka, autorka książek podróżniczych, dramatopisarka i tłumaczka.

## Życiorys
Urodziła się w Bobcinie jako córka byłego generała lejtenanta wojsk litewskich Romualda Giedroycia, i Karoliny z Borzymowskich. Siostra Kunegundy Białopiotrowiczowej i Józefa Stefana Giedroycia. W czasie odwrotu Napoleona spod Moskwy, wysłana z matką i rodzeństwem do Francji, gdzie pozostała do roku 1815, przebywając na dworze byłej cesarzowej Józefiny de Beauharnais, początkowo w La Malmaison, a później w Paryżu. Po powrocie do kraju mieszkała z rodzicami w Warszawie, a jej ojciec był wówczas członkiem Komitetu Wojskowego. W tym okresie uczęszczała na prelekcje uniwersyteckie L. Osińskiego. W roku 1822 poślubiła rozwiedzionego wcześniej generała dywizji Józefa Rautenstraucha, ówczesnego dyrektora w Komisji Wojny (mąż po powstaniu listopadowym awansował na generała adiutanta cara Mikołaja I, pełniąc także funkcję członka Rady Administracyjnej Królestwa). W tym okresie opiekowała się córką z pierwszego małżeństwa Rautenstraucha. Nawiązała wówczas bliskie kontakty z rodem Czartoryskich, będących krewnymi jego pierwszej żony. Przez pewien czas pełniła funkcję wizytatorki szkół żeńskich. W roku 1836 wyjechała do Francji (Paryż, Sèvres), gdzie od roku 1824 (śmierć ojca) zamieszkiwała jej matka i brat Józef. Podczas tego pobytu poznała m.in.: J. U. Niemcewicza, A. Mickiewicza i C. K. Norwida. Po 6 latach emigracji (1842), powróciła przed śmiercią męża do Warszawy. Po jego zgonie przebywała jeszcze w Krakowie i Poznaniu. Przez następne 3 lata (1844–1846) podróżowała po Europie odwiedzając kolejno: Niemcy, Szwajcarię, Włochy i po raz wtóry Francję. Ostatecznie w roku 1853 osiadła na stałe w Puławach. Przyjaźniła się z A. E. Odyńcem i I. Domeyką.
Zmarła w Puławach, w wieku 87 lat – 3 maja 1886 roku. Została pochowana na warszawskich Powązkach.

## Twórczość
Autorka powieści sentymentalnej Emmelina i Arnolf... (1821) oraz opisów podróży: Wspomnienia moje o Francji (1839), Ostatnia podróż do Francji... (1841), Miasta, góry i doliny (1844, 5 tomów), W Alpach i za Alpami (1847, 3 tomy, II. wyd. 1850).

### Ważniejsze utwory
1. Emmelina i Arnolf, przez Ł..., Warszawa 1821
2. Ragana, czyli płochość, przez Ł... t. 1–3, Warszawa 1830
3. Przeznaczenie, przez autorkę Emmeliny i Ragany t. 1–2, Warszawa 1831
4. Wspomnienia moje o Francji, Kraków 1839, (pod wzgl. językowym przerobił je A. Mułkowski)
5. Ostatnia podróż do Francji, ostatnie jej wrażenia, Lipsk 1841
6. Miasta, góry i doliny t. 1–5, Poznań 1844; Kilka wydartych i przedartych kartek z dziełka Góry i doliny, „Niezapominajki” Warszawa 1844, s. 70–94; „Przyjaciel Ludu” 1844 nr 22, 24, 26–30; „Podarek dla Płci Pięknej” 1855, t. 2, s. 70–92, (pod względem językowym przerobił A. Mułkowski)
7. W Alpach i za Alpami, fragm. „Biblioteka Warszawska” 1846, t. 4, s. 229–272; całość: t. 1–3, Warszawa 1847; wyd. 2 Warszawa 1850
8. Kalendarzyk wspomnień narodowych na rok 1862 ułożony i wydany przez Paulinę Mikułowską, Lwów 1861
9. Nie igraj z ogniem. Komedia w 1 akcie, niewydana; o poz. 9–12 inform. Estreicher I (wyd. 1) 352; Estreicher IV (wyd. 2) 351
10. Sąsiadki. Komedia w 2 aktach, niewydana
11. Autoromania. Komedia w 1 akcie, niewydana
12. Kochani ludzie. Komedia w 1 akcie, niewydana
13. Pamiętniki, wspominają je: W. K. Zieliński („Kłosy” 1882 nr 865) i K. Kaszewski („Kłosy” 1886 nr 1090).

Ponadto jej artykuły i drobne utwory ogłaszano w czasopismach i zbiorach: „Kłosy” (tu m.in.: Do redakcji. Z powodu artykułu o Cienistej, 1882 nr 869; Kunegunda z książąt Giedroyciów Białopiotrowiczowa. Wspomnienie rodzinne, 1884 nr 970–974); „Kronika Rodzinna” (1882, 1886; tu m.in. wiersz: Pomnij ten domek w ustronnej dolinie... – przedr. „Kłosy” 1886 nr 1090); „Księga Świata” (1852); „Niezapominajki. Noworocznik” (Warszawa 1844); „Pamiętnik Warszawski” (tu: Myśl o wychowaniu kobiet, t. 3, 1822, s. 348–373); „Pierwiosnek. Noworocznik” (Warszawa 1838–1843, tu wspomnienia podróżnicze); „Podarunek dla Płci Pięknej” (1855); „Przyjaciel Ludu” (1844).
Prawdopodobnie współpracowała także z 2 paryskimi wydawnictwami: Encyclopédie des gens du monde (1831–1834) oraz Nowe Rozrywki dla Dzieci (1834).

### Przekłady
1. A. L. Staël-Holstein: Korynna, czyli Włochy, Warszawa 1853; wyd. następne Warszawa 1857, (współautor przekładu: K. Witte).

Przypisywany początkowo Rautenstrachowej przekł. komedii P. Duporta i E. A. Scribe'a Starsza siostra (wyst. Warszawa 3 VIII 1835); napisany rzekomo pod jej rzekomym pseudonimem „Bujna” (Estreicher I, wyd. 1, 375 oraz Estreicher V, wyd. 2, 44), w rzeczywistości sygnowało nazwisko jej pasierbicy – Laury Buyno.

### Listy
1. Do A. Mickiewicza 2 listy z lat 1838–1839, z rękopisu Muzeum A. Mickiewicza w Paryżu ogł. lub cyt. J. Odrowąż-Pieniążek: Listy do A. Mickiewicza w Muzeum Mickiewicza w Paryżu, Wrocław 1968 "Archiwum Literatury" nr 12
2. Do L. P. (L. Potockiego?) z około 1845 roku, ogł. L. P., "Gazeta Warszawska" 1845 nr 54
3. Do J. Muczkowskiego, rękopis: Biblioteka Jagiellońska, sygn. 4175
4. Listy z lat 1859–1861, rękopis: Biblioteka Jagiellońska, sygn. 4561
5. Do J. I. Kraszewskiego z lat: 1861, 1864; rękopis: Biblioteka Jagiellońska, sygn. 6460 IV, 6484 IV
6. Do C. K. Norwida z roku 1861 i bez daty, rękopis: Biblioteka Narodowa, sygn. 6290; list z roku 1861 ogł. J. W. Gomulicki: Podróże po Szpargalii, "Nowe Książki" 1958 nr 2
7. Do M. Wiszniewskiego z roku 1861 oraz list z roku 1872 dot. A. Wiszniewskiego, rękopis: Ossolineum, sygn. 3093/II
8. Do M. Balińskiego bez daty, rękopis: Biblioteka Jagiellońska, sygn. 7913 III
9. Do nieznanej bliżej osoby (NN) z roku 1885, rękopis: Biblioteka Narodowa, sygn. 2674
10. Do nieznanej bliżej osoby (NN) bez daty, autograf: Ossolineum, sygn. 9871/II 90
11. Listy, rękopis: Biblioteka Jagiellońska, sygn. 4573.